# Touchées
Pour plus de détails, voir Fiche technique et Distribution.
Touchées est un téléfilm français réalisé par Alexandra Lamy d'après un scénario de Solen Roy-Pagenault, Quentin Zuttion et Alexandra Lamy, diffusé le 23 février 2022 en Belgique sur RTL TVI et le 22 septembre 2022 en France sur TF1.
Cette fiction, inspirée du livre graphique du même nom de Quentin Zuttion paru en 2019 aux éditions Payot, est une coproduction de Nord-Ouest Films et TF1.
Ce drame est la première réalisation de la comédienne Alexandra Lamy.

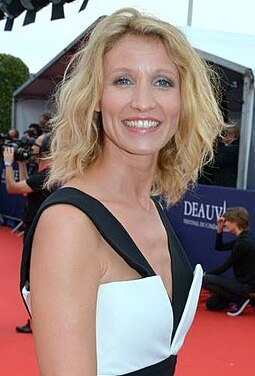
Alexandra Lamy.

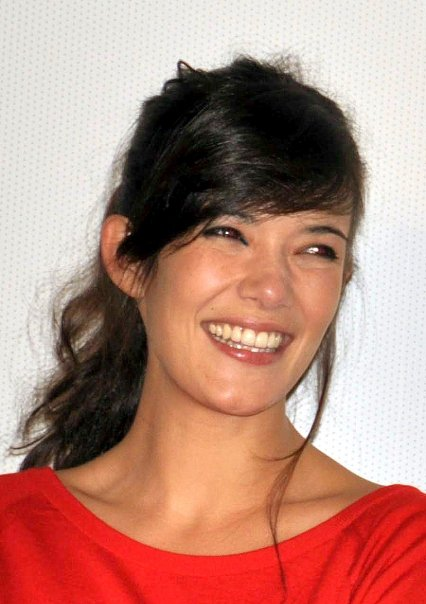
Mélanie Doutey.

## Synopsis
Victime de violences conjugales, Lucie se cache à Anduze dans le Gard et loge avec son fils Léo dans un petit appartement mis à sa disposition par une association d'aide aux femmes victimes de violences,,. 
Cette association propose une thérapie de groupe basée sur l'escrime, où Lucie fait la connaissance d'autres femmes victimes de violences sexuelles,,. Avec le temps elle se lie plus particulièrement avec Tamara et Nicole, avec qui elle finit par nouer une véritable amitié et entamer le même processus de reconstruction.
Mais son ex-mari retrouve sa trace, la menace physiquement et demande à la justice la garde exclusive de leur fils Léo.

## Fiche technique
- Titre français : Touchées
- Genre : Drame
- Production : Philip Boëffard
- Sociétés de production : Nord-Ouest Films et TF1[2],[5]
- Réalisation : Alexandra Lamy[1],[2],[3],[6]
- Scénario : Solen Roy-Pagenault, Quentin Zuttion et Alexandra Lamy[1],[2],[3],[6]
- Musique : Thomas Dappelo
- Pays de production :  France[7]
- Langue originale : français[7]
- Format : couleur[7]
- Durée : 90 minutes[7]
- Dates de première diffusion :
  - Belgique : 23 février 2022 sur RTL TVI (en deux parties de 45 minutes)[8],[9],[10]
  - Suisse : 20 septembre 2022 sur RTS 1
  - France : 22 septembre 2022 sur TF1

## Distribution
- Mélanie Doutey : Lucie Jouve
- Claudia Tagbo : Nicole
- Chloé Jouannet : Tamara
- Andréa Bescond : Eva, la thérapeute qui anime le groupe
- Olivier Serwar : le maître d'armes (dans son propre rôle)
- Franck Libert : David Jouve, l'ex-mari de Lucie
- Elsa Lepoivre : Karine Weber
- Vanessa Liautey : Angélique Mériand
- Anne Le Forestier : Kim
- Vanessa Aiffe Ceccaldi : Alix
- Souad Flissi : Sadia
- Salomé Dienis Meulien : Lindsay
- Hugo Diego Garcia : Lucas
- Ruben Da Silva : Léo Jouve
- Audrey Perrin : Sylvie Maurel, avocate

## Production

### Genèse et développement
Production
Cette fiction, inspirée du livre graphique du même nom de Quentin Zuttion paru en 2019 aux éditions Payot, est une coproduction de Nord-Ouest Films et TF1, réalisée avec le soutien de la région Occitanie,,,, et un accompagnement de la commission du film Occitanie.
Ce drame est la première réalisation de la comédienne Alexandra Lamy,,.
Engagement
Alexandra Lamy, qui est engagée depuis des années dans la lutte contre les violences envers les femmes, défend avec ce téléfilm un sujet fort, engagé pour la cause des femmes : « Autour de moi, des copines ont été touchées. Et déjà très jeune, j'ai été sensible à cela. Au-dessus du magasin de mes parents, il y avait une famille dont ma mère s'est énormément occupée parce qu'elle sentait que la petite était ou touchée ou battue. Je l'ai vue se battre pour faire sortir cette gamine de cet endroit. Et puis, je ne sais pas pourquoi, on est souvent venu se confier à moi sur ce sujet, parfois des gens dans la rue qui m'accostent après avoir vu un de mes films. Du coup, je me suis engagée ».
Elle explique que Touchées « est l'histoire d'un groupe de femmes qui ont toutes subi des violences conjugales et sexuelles, et qui se reconstruisent grâce à l'escrime thérapeutique. Cette discipline est un programme authentique, élaboré par un maître d'armes formidable. Il s'agit de travailler sur le corps, qui porte en lui les traumatismes. Contrairement au cerveau, qui peut occulter certaines choses, ce que l'on appelle l'amnésie traumatique, le corps, lui, n'oublie rien. Touchées parle de reconstruction et de résilience », avant de préciser que le téléfilm « raconte l'amitié de trois femmes qui, en apparence, ont peu en commun. On va les suivre dans ce processus intime de renaissance. Le téléfilm montre que l'on peut apprendre à être aidé et qu'il n'est jamais trop tard pour se soigner ».
Défi
Alexandra Lamy s'est par ailleurs lancé un défi en passant à la réalisation,. Dans une interview à Télé 7 jours, elle explique en 2021 avoir été très stressée de passer derrière la caméra : « La réalisation me titillait depuis toujours, en fait. Je ne dirais pas que j'ai peur. Je stresse sur ma capacité à faire tout ce que j'ai en tête. Vingt-trois jours pour réaliser un film de 90 minutes, c'est serré »,. Selon elle, le déclic qui lui a permis de franchir le pas est son producteur Philippe Boëffard, avec qui elle travaille depuis de nombreuses années.

### Attribution des rôles
Alexandra Lamy confie le rôle principal à l'actrice Mélanie Doutey, avec qui elle entretient une amitié solide depuis le tournage du film On va s'aimer en 2005 : « Mélanie est magnifique dans le registre du drame. Je la remercie de ne pas avoir hésité à se montrer fatiguée, avec des cernes, pour incarner Lucie, une mère divorcée, apeurée et défaite ».
Pour incarner Tamara, la plus jeune des femmes du trio, elle choisit sa propre fille Chloé Jouannet : « J'ai choisi Chloé parce que je savais qu'elle serait très bonne dans ce rôle et elle l'a été au-delà de mes espérances. Elle est bosseuse, elle m'écoute en tant que réalisatrice. Mais tourner avec sa fille pouvait être dangereux. Dans une relation mère – fille, il y a des moments où on s'adore et des moments où on se déteste. Du coup, j'ai utilisé ces moments d'énervement que je reconnais tout de suite pour qu'elle donne le meilleur dans les scènes de colère ». « Chloé était à fond dans son rôle. Elle a réussi à aller chercher la blessure de son héroïne, Tamara, abusée par son frère, et a eu la force d'en faire une battante. Durant le cours d'escrime thérapeutique, on peut sentir toute sa souffrance et sa rage dans sa façon de manier l'épée ! Elle extériorise l'agressivité que son personnage a encaissée ! ».
Pour le rôle de la thérapeute, Alexandra Lamy a tout de suite pensé à Andréa Bescond, une actrice abusée durant son enfance: « Andréa est déjà, en quelque sorte, une thérapeute puisqu'elle connaît hélas ce que peut ressentir une fille agressée. Cette actrice parle très bien de ce problème, cela m'a permis d'avoir des dialogues ni trop verbeux ni trop longs entre la psy et ses patientes. J'ai aussi demandé au maître d'armes d'escrime thérapeutique de jouer son propre rôle car il n'y avait pas mieux placé que lui pour montrer comment accueillir et soigner des victimes brisées ».

### Tournage
Le tournage se déroule du 31 mai au 30 juin 2021 à Anduze et dans sa région, dans le département français du Gard en région Occitanie,,,,.
Des comédiens, comédiennes, techniciennes, techniciens, figurants et figurantes de la région participent à ce tournage.

## Accueil

### Distinction
Le 17 septembre 2022, le jury du Festival de la fiction TV de La Rochelle 2022, présidé par la comédienne Sandrine Bonnaire, décerne le prix de la meilleure fiction unitaire au téléfilm Touchées,,,,.

### Diffusions et audience
En Belgique, le téléfilm est diffusé le 23 février 2022 sur RTL TVI, et regardé par 197 942 téléspectateurs.
En France, le téléfilm, diffusé en deux parties de 45 minutes le 22 septembre 2022 sur TF1, déçoit et est relégué à la troisième place, avec respectivement 2,86 et 2,55 millions de téléspectateurs, soit 13,2 % et 14,8 % du public.

### Accueil critique
Au lendemain d'une projection privée de Touchées dans la salle du Cineplanet à Alès le 3 février 2022, le quotidien français Midi libre estime que ce « récit juste, sensible, attentif » est une réussite.
Antonella Soro, du magazine hebdomadaire belge Ciné-Télé-Revue, estime qu'Alexandra Lamy « passe très brillamment le test de ce premier film : une réussite ».
Pour Kevin Dupont, du magazine hebdomadaire belge Moustique, Touchées est un « téléfilm qui prend aux tripes, tant cette fiction reflète une réalité répandue mais pas moins déchirante ».
Axelle Noirhomme, du quotidien belge Le Soir, décrit le téléfilm comme « une première réalisation qui emporte le téléspectateur dans un tourbillon d'émotions ».